# Piotr Prusakiewicz
Piotr Prusakiewicz (ur. 12 lutego 1963 w Toruniu) – polski duchowny rzymskokatolicki, członek Zgromadzenia Św. Michała Archanioła.

## Życiorys
Należał do Parafii św. Michała Archanioła w Toruniu. Po zdanej maturze wstąpił do zakonu, a następnie, po formacji oraz studiach w Krakowie, w maju 1990 roku został księdzem. Posiada tytuł magistra z psychologii (UKSW) i licencjat kanoniczny z teologii duchowości (UKSW).
Był wikarym Parafii pw. Ducha Świętego w Krośnie (1990–1992), kapelanem Sióstr Matki Bożej Miłosierdzia w Warszawie (1993–1996), Prefektem Wyższego Seminarium Duchownego Księży Michalitów w Krakowie (1996–1999) oraz Członkiem Rady Generalnej Zgromadzenia św. Michała Archanioła w Markach (1998–2004).
W 2004 roku został powołany na Animatora Generalnego Rycerstwa św. Michała Archanioła, w czym zastąpił ks. Mariana Polaka. Jest michalitą, członkiem Zgromadzenia Św. Michała Archanioła.
W latach 2004–2024 był redaktorem naczelnym dwumiesięcznika Któż jak Bóg oraz kwartalnika The Angels Magazine, którego wydania znajdują się w warszawskiej Bibliotece Narodowej. Jest prezesem Towarzystwa Powściągliwość i Praca.
Jest rekolekcjonistą i misjonarzem ludowym. Prowadzi rekolekcje o tematyce anielskiej i o Bożym miłosierdziu. Znany ze swojej pasji do sportu żużlowego. Jest kapelanem klubu KS Toruń. Posługuje się biegle językiem angielskim i włoskim.

## Publikacje
- The Majestic Splendour of St Michael the Archangel, Towarzystwo Powściągliwość i Praca, 2022 (ISBN: 978-83-938973-8-4)[18]
- Dwie mądrości, Towarzystwo Powściągliwość i Praca, 2019 (ISBN: 9788393897346)[15][19]
- Pieśni pełne Ducha. Hymny św. Pawła, Towarzystwo Powściągliwość i Praca, 2023 [współautor] (ISBN: 978-83-967583-0-9)[20][21]
- Któż jak Bóg – dwumiesięcznik o aniołach i życiu duchowym, [red. nacz. ks. Piotr Prusakiewicz], 2012—[22]
- The Angels – kwartalnik poświęcony tematyce aniołów, [red. nacz. Piotr Prusakiewicz], 2010— (ISSN: 2081-5077)[12]